# Нерейнен
Нерейнен (нидерл. Neerijnen) — город и община в провинции Гелдерланд на востоке Нидерландов. Расположен на северном берегу реки Ваал в 35 км южнее Утрехта и в 15 км на север от Хертогенбоса.
Занимает площадь — 72,90 км² (в том числе 6,9 км² водная поверхность). На февраль 2017 года население составляло 12 006 человек.
В состав общины входят населённые пункты Est, Haaften, Heesselt, Hellouw, Neerijnen, Ophemert
Opijnen, Tuil, Varik, Waardenburg.
Район плодородных земель был заселен со времен средневековья.